# Erica gysbertii
Erica gysbertii là một loài thực vật có hoa trong họ Thạch nam. Loài này được L.Guthrie & Bolus mô tả khoa học đầu tiên năm 1905.

## Hình ảnh

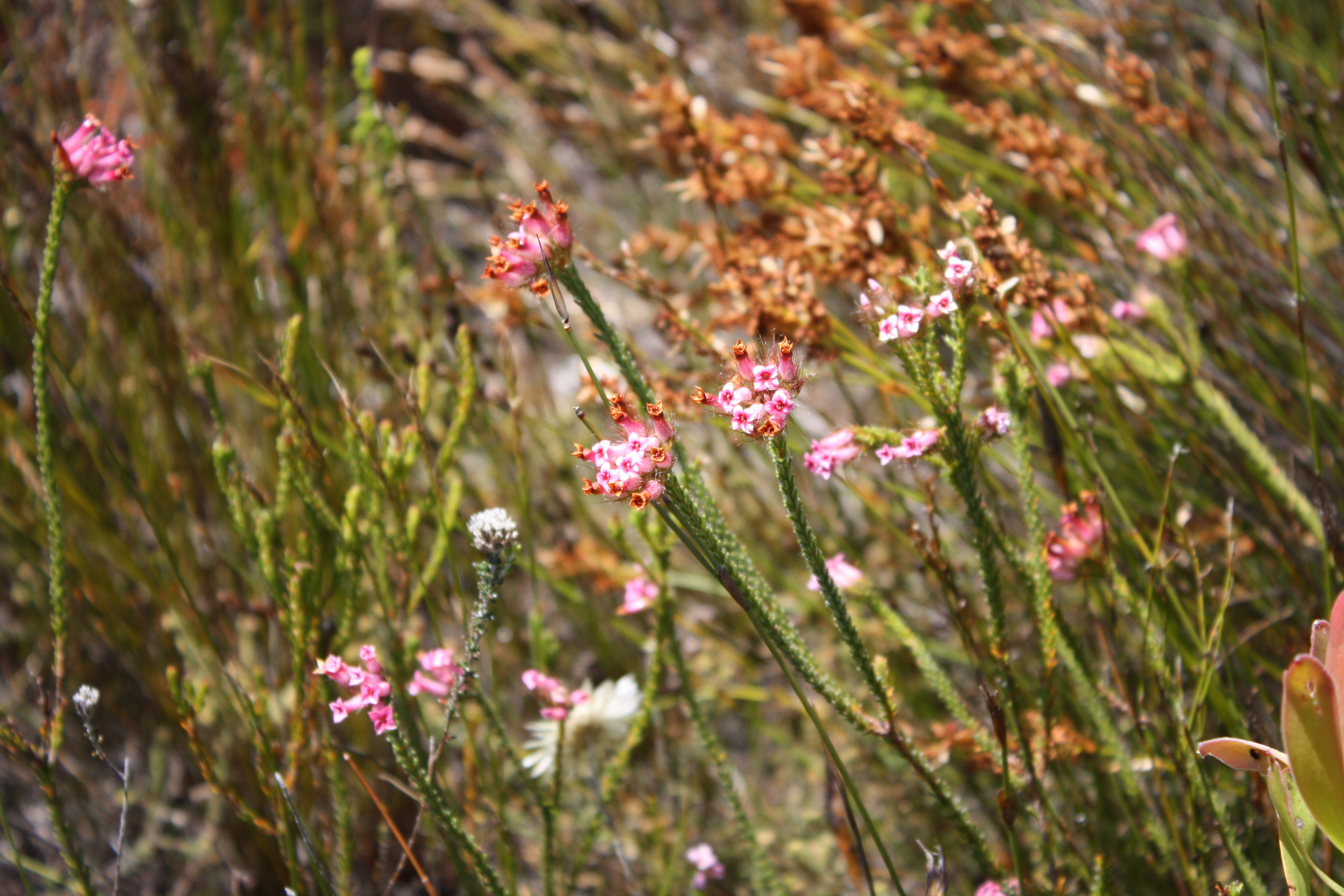